# موريتز فون ويكتورين
موريتز فون ويكتورين (13 أغسطس 1883 - 16 أغسطس 1956) جنرالًا نمساويًا في الفيرماخت خلال الحرب العالمية الثانية. تلقى وسام الفارس الصليبي الحديدي لألمانيا النازية. تم تنحية ويكورتن من الجيش في 30 نوفمبر 1944 بسبب العمر.

## الجوائز
- وسام الفارس الصليبي الحديدي في 15 أغسطس 1940 جينيرال لوتنانت وقائد 20. شعبة الاختناقات ) [1]